# Milpillas de Santiago
Milpillas de Santiago är en ort i Mexiko.   Den ligger i kommunen Victoria och delstaten Guanajuato, i den centrala delen av landet, 220 km nordväst om huvudstaden Mexico City. Milpillas de Santiago ligger 1 728 meter över havet och antalet invånare är 793.
Terrängen runt Milpillas de Santiago är huvudsakligen kuperad, men österut är den bergig. Milpillas de Santiago ligger nere i en dal. Runt Milpillas de Santiago är det ganska glesbefolkat, med 24 invånare per kvadratkilometer. Närmaste större samhälle är Victoria, 4,0 km väster om Milpillas de Santiago. Omgivningarna runt Milpillas de Santiago är i huvudsak ett öppet busklandskap.